# (34) Circe
(34) Circe és l'asteroide núm. 34 de la sèrie, descobert per en Jean Chacornac (1823-73) a París el 6 d'abril del 1855.